# Hernádi Emil
Hernádi Emil (Martonvásár, 1945. február 8. –) magyar gyermekorvos. 

## Élete
A Pécsi Orvostudományi Egyetem Általános Orvosi Karán végzett 1970-ben, gyermekorvosi szakvizsgát tett 1974-ben, szakorvosi vizsgát tett a fertőző betegségek témájában 1983-ban. Szentendrén gyermekorvosként és infektológusként dolgozott 1985-től. A szentendrei szülőotthon megszűnéséig ő látta el neonatológusként a világra jött újszülötteket. Megalakulása óta a Szent András Általános Iskola és a Református Gimnázium iskolaorvosa. 2019-ben praxisát fiának adta át. A Szentendréért Közalapítvány kuratóriumának tagja.

## Díjai, elismerései
Munkája elismeréseként 2008-ban megkapta Szentendre Város Közegészségügyi Díját, 2020-ban Szentendre díszpolgárává választották.